# Liste des planètes mineures (192001-193000)
Voici la liste des planètes mineures numérotées de 192001 à 193000. Les planètes mineures sont numérotées lorsque leur orbite est confirmée, ce qui peut parfois se produire longtemps après leur découverte. Elles sont classées ici par leur numéro et donc approximativement par leur date de découverte.

## Planètes mineures 192001 à 193000

### 192001-192100
| Nom                   | Désignation provisoire | Date de la découverte | Découvreur        |
| --------------------- | ---------------------- | --------------------- | ----------------- |
| (192001) Raynatedford | 2005 XG112             | 2 décembre 2005       | Buie, M. W.       |
| (192002)              | 2005 XB117             | 1er décembre 2005     | Mt. Lemmon Survey |
| (192003)              | 2005 YH1               | 21 décembre 2005      | CSS               |
| (192004)              | 2005 YH24              | 24 décembre 2005      | Spacewatch        |
| (192005)              | 2005 YZ24              | 24 décembre 2005      | Spacewatch        |
| (192006)              | 2005 YO29              | 24 décembre 2005      | Spacewatch        |
| (192007)              | 2005 YO33              | 24 décembre 2005      | Spacewatch        |
| (192008)              | 2005 YJ35              | 25 décembre 2005      | Spacewatch        |
| (192009)              | 2005 YG41              | 21 décembre 2005      | Spacewatch        |
| (192010)              | 2005 YA42              | 22 décembre 2005      | Spacewatch        |
| (192011)              | 2005 YP42              | 24 décembre 2005      | Spacewatch        |
| (192012)              | 2005 YT60              | 22 décembre 2005      | Spacewatch        |
| (192013)              | 2005 YR61              | 24 décembre 2005      | Spacewatch        |
| (192014)              | 2005 YV66              | 25 décembre 2005      | Spacewatch        |
| (192015)              | 2005 YU70              | 27 décembre 2005      | Mt. Lemmon Survey |
| (192016)              | 2005 YP72              | 24 décembre 2005      | Spacewatch        |
| (192017)              | 2005 YB77              | 24 décembre 2005      | Spacewatch        |
| (192018)              | 2005 YV109             | 25 décembre 2005      | Spacewatch        |
| (192019)              | 2005 YA116             | 25 décembre 2005      | Spacewatch        |
| (192020)              | 2005 YJ148             | 25 décembre 2005      | Spacewatch        |
| (192021)              | 2005 YN148             | 25 décembre 2005      | Spacewatch        |
| (192022)              | 2005 YG158             | 27 décembre 2005      | Spacewatch        |
| (192023)              | 2005 YK175             | 22 décembre 2005      | Spacewatch        |
| (192024)              | 2005 YA176             | 22 décembre 2005      | Spacewatch        |
| (192025)              | 2005 YH193             | 30 décembre 2005      | Spacewatch        |
| (192026)              | 2005 YM193             | 30 décembre 2005      | Spacewatch        |
| (192027)              | 2005 YG201             | 22 décembre 2005      | Spacewatch        |
| (192028)              | 2005 YO211             | 28 décembre 2005      | CSS               |
| (192029)              | 2005 YS211             | 28 décembre 2005      | CSS               |
| (192030)              | 2005 YS224             | 25 décembre 2005      | Spacewatch        |
| (192031)              | 2005 YU225             | 25 décembre 2005      | Spacewatch        |
| (192032)              | 2005 YF247             | 30 décembre 2005      | Mt. Lemmon Survey |
| (192033)              | 2005 YG247             | 30 décembre 2005      | Mt. Lemmon Survey |
| (192034)              | 2005 YL269             | 25 décembre 2005      | Mt. Lemmon Survey |
| (192035)              | 2005 YV273             | 30 décembre 2005      | Mt. Lemmon Survey |
| (192036)              | 2005 YW273             | 30 décembre 2005      | Mt. Lemmon Survey |
| (192037)              | 2005 YU274             | 25 décembre 2005      | CSS               |
| (192038)              | 2005 YE275             | 25 décembre 2005      | Mt. Lemmon Survey |
| (192039)              | 2005 YM286             | 30 décembre 2005      | Spacewatch        |
| (192040)              | 2005 YF287             | 25 décembre 2005      | CSS               |
| (192041)              | 2005 YG287             | 29 décembre 2005      | LINEAR            |
| (192042)              | 2006 AP4               | 4 janvier 2006        | Spacewatch        |
| (192043)              | 2006 AK14              | 5 janvier 2006        | Mt. Lemmon Survey |
| (192044)              | 2006 AH32              | 5 janvier 2006        | CSS               |
| (192045)              | 2006 AX45              | 5 janvier 2006        | Spacewatch        |
| (192046)              | 2006 AE73              | 7 janvier 2006        | LONEOS            |
| (192047)              | 2006 AX78              | 5 janvier 2006        | Spacewatch        |
| (192048)              | 2006 AY85              | 11 janvier 2006       | LONEOS            |
| (192049)              | 2006 AU92              | 7 janvier 2006        | Mt. Lemmon Survey |
| (192050)              | 2006 AJ93              | 7 janvier 2006        | Spacewatch        |
| (192051)              | 2006 AT95              | 9 janvier 2006        | Spacewatch        |
| (192052)              | 2006 AU96              | 10 janvier 2006       | CSS               |
| (192053)              | 2006 AV96              | 10 janvier 2006       | CSS               |
| (192054)              | 2006 BO12              | 21 janvier 2006       | Spacewatch        |
| (192055)              | 2006 BA36              | 23 janvier 2006       | Spacewatch        |
| (192056)              | 2006 BR40              | 21 janvier 2006       | Spacewatch        |
| (192057)              | 2006 BC41              | 22 janvier 2006       | LONEOS            |
| (192058)              | 2006 BT43              | 23 janvier 2006       | Spacewatch        |
| (192059)              | 2006 BA45              | 23 janvier 2006       | Mt. Lemmon Survey |
| (192060)              | 2006 BW58              | 23 janvier 2006       | Spacewatch        |
| (192061)              | 2006 BE60              | 26 janvier 2006       | Spacewatch        |
| (192062)              | 2006 BY79              | 23 janvier 2006       | Spacewatch        |
| (192063)              | 2006 BF83              | 24 janvier 2006       | LINEAR            |
| (192064)              | 2006 BX83              | 25 janvier 2006       | Spacewatch        |
| (192065)              | 2006 BY83              | 25 janvier 2006       | Spacewatch        |
| (192066)              | 2006 BF90              | 25 janvier 2006       | Spacewatch        |
| (192067)              | 2006 BT90              | 25 janvier 2006       | Spacewatch        |
| (192068)              | 2006 BA93              | 26 janvier 2006       | Spacewatch        |
| (192069)              | 2006 BU93              | 26 janvier 2006       | Spacewatch        |
| (192070)              | 2006 BH96              | 26 janvier 2006       | Spacewatch        |
| (192071)              | 2006 BW96              | 26 janvier 2006       | Mt. Lemmon Survey |
| (192072)              | 2006 BG98              | 27 janvier 2006       | Spacewatch        |
| (192073)              | 2006 BW98              | 25 janvier 2006       | Spacewatch        |
| (192074)              | 2006 BY98              | 25 janvier 2006       | Spacewatch        |
| (192075)              | 2006 BW101             | 23 janvier 2006       | Mt. Lemmon Survey |
| (192076)              | 2006 BO103             | 23 janvier 2006       | Mt. Lemmon Survey |
| (192077)              | 2006 BK116             | 26 janvier 2006       | Spacewatch        |
| (192078)              | 2006 BU123             | 26 janvier 2006       | Spacewatch        |
| (192079)              | 2006 BC126             | 26 janvier 2006       | Spacewatch        |
| (192080)              | 2006 BF139             | 28 janvier 2006       | Mt. Lemmon Survey |
| (192081)              | 2006 BW142             | 26 janvier 2006       | Spacewatch        |
| (192082)              | 2006 BX145             | 30 janvier 2006       | Yeung, W. K. Y.   |
| (192083)              | 2006 BS155             | 25 janvier 2006       | Spacewatch        |
| (192084)              | 2006 BV155             | 25 janvier 2006       | Spacewatch        |
| (192085)              | 2006 BY163             | 26 janvier 2006       | Mt. Lemmon Survey |
| (192086)              | 2006 BL166             | 26 janvier 2006       | Mt. Lemmon Survey |
| (192087)              | 2006 BM167             | 26 janvier 2006       | Mt. Lemmon Survey |
| (192088)              | 2006 BG169             | 26 janvier 2006       | Mt. Lemmon Survey |
| (192089)              | 2006 BM183             | 27 janvier 2006       | LONEOS            |
| (192090)              | 2006 BQ192             | 30 janvier 2006       | Spacewatch        |
| (192091)              | 2006 BQ196             | 30 janvier 2006       | Spacewatch        |
| (192092)              | 2006 BD200             | 30 janvier 2006       | Spacewatch        |
| (192093)              | 2006 BG200             | 31 janvier 2006       | Spacewatch        |
| (192094)              | 2006 BH203             | 31 janvier 2006       | Spacewatch        |
| (192095)              | 2006 BJ207             | 31 janvier 2006       | Mt. Lemmon Survey |
| (192096)              | 2006 BX207             | 31 janvier 2006       | CSS               |
| (192097)              | 2006 BF210             | 31 janvier 2006       | CSS               |
| (192098)              | 2006 BT252             | 31 janvier 2006       | Spacewatch        |
| (192099)              | 2006 BS253             | 31 janvier 2006       | Spacewatch        |
| (192100)              | 2006 BA269             | 27 janvier 2006       | CSS               |

### 192101-192200
| Nom                | Désignation provisoire | Date de la découverte | Découvreur             |
| ------------------ | ---------------------- | --------------------- | ---------------------- |
| (192101)           | 2006 BO270             | 31 janvier 2006       | CSS                    |
| (192102)           | 2006 BY278             | 26 janvier 2006       | Spacewatch             |
| (192103)           | 2006 CL11              | 1er février 2006      | Spacewatch             |
| (192104)           | 2006 CK12              | 1er février 2006      | Spacewatch             |
| (192105)           | 2006 CL18              | 1er février 2006      | Spacewatch             |
| (192106)           | 2006 CE23              | 1er février 2006      | Spacewatch             |
| (192107)           | 2006 CD26              | 2 février 2006        | Spacewatch             |
| (192108)           | 2006 CO29              | 2 février 2006        | Spacewatch             |
| (192109)           | 2006 CK39              | 2 février 2006        | Spacewatch             |
| (192110)           | 2006 CR43              | 2 février 2006        | Mt. Lemmon Survey      |
| (192111)           | 2006 CT44              | 3 février 2006        | Spacewatch             |
| (192112)           | 2006 CX56              | 4 février 2006        | Spacewatch             |
| (192113)           | 2006 CB57              | 4 février 2006        | Mt. Lemmon Survey      |
| (192114)           | 2006 CR66              | 2 février 2006        | Spacewatch             |
| (192115)           | 2006 DG2               | 20 février 2006       | Spacewatch             |
| (192116)           | 2006 DM9               | 21 février 2006       | CSS                    |
| (192117)           | 2006 DF27              | 20 février 2006       | Spacewatch             |
| (192118)           | 2006 DN30              | 20 février 2006       | Spacewatch             |
| (192119)           | 2006 DG32              | 20 février 2006       | Mt. Lemmon Survey      |
| (192120)           | 2006 DB44              | 20 février 2006       | Spacewatch             |
| (192121)           | 2006 DG45              | 20 février 2006       | Spacewatch             |
| (192122)           | 2006 DB53              | 24 février 2006       | Spacewatch             |
| (192123)           | 2006 DJ59              | 24 février 2006       | Mt. Lemmon Survey      |
| (192124)           | 2006 DO59              | 24 février 2006       | Mt. Lemmon Survey      |
| (192125)           | 2006 DB69              | 20 février 2006       | CSS                    |
| (192126)           | 2006 DF74              | 23 février 2006       | LONEOS                 |
| (192127)           | 2006 DY77              | 24 février 2006       | Spacewatch             |
| (192128)           | 2006 DV94              | 24 février 2006       | Spacewatch             |
| (192129)           | 2006 DN98              | 25 février 2006       | Spacewatch             |
| (192130)           | 2006 DZ101             | 25 février 2006       | Spacewatch             |
| (192131)           | 2006 DD116             | 27 février 2006       | Spacewatch             |
| (192132)           | 2006 DK120             | 21 février 2006       | CSS                    |
| (192133)           | 2006 DZ120             | 22 février 2006       | CSS                    |
| (192134)           | 2006 DJ124             | 24 février 2006       | Mt. Lemmon Survey      |
| (192135)           | 2006 DF159             | 27 février 2006       | Spacewatch             |
| (192136)           | 2006 DS160             | 27 février 2006       | Spacewatch             |
| (192137)           | 2006 DZ187             | 27 février 2006       | Spacewatch             |
| (192138)           | 2006 DX195             | 20 février 2006       | Spacewatch             |
| (192139)           | 2006 DC198             | 25 février 2006       | LONEOS                 |
| (192140)           | 2006 EV26              | 3 mars 2006           | Spacewatch             |
| (192141)           | 2006 EB41              | 4 mars 2006           | Spacewatch             |
| (192142)           | 2006 FB2               | 23 mars 2006          | CSS                    |
| (192143)           | 2006 FC8               | 23 mars 2006          | Mt. Lemmon Survey      |
| (192144)           | 2006 FR9               | 24 mars 2006          | Lowe, A.               |
| (192145)           | 2006 FG21              | 24 mars 2006          | Mt. Lemmon Survey      |
| (192146)           | 2006 FP22              | 24 mars 2006          | Mt. Lemmon Survey      |
| (192147)           | 2006 FS40              | 26 mars 2006          | Spacewatch             |
| (192148)           | 2006 FK43              | 29 mars 2006          | LINEAR                 |
| (192149)           | 2006 FV47              | 24 mars 2006          | LONEOS                 |
| (192150)           | 2006 GC40              | 6 avril 2006          | LINEAR                 |
| (192151)           | 2006 HD5               | 19 avril 2006         | CSS                    |
| (192152)           | 2006 HC7               | 19 avril 2006         | NEAT                   |
| (192153)           | 2006 HH8               | 19 avril 2006         | Spacewatch             |
| (192154)           | 2006 HN9               | 19 avril 2006         | LONEOS                 |
| (192155) Hargittai | 2006 HZ17              | 21 avril 2006         | Sarneczky, K.          |
| (192156)           | 2006 HP42              | 23 avril 2006         | LINEAR                 |
| (192157)           | 2006 VZ113             | 13 novembre 2006      | San Marcello           |
| (192158) Christian | 2006 XF4               | 14 décembre 2006      | Apitzsch, R.           |
| (192159)           | 2007 BP16              | 17 janvier 2007       | CSS                    |
| (192160)           | 2007 BX28              | 24 janvier 2007       | Nyukasa                |
| (192161)           | 2007 CY3               | 6 février 2007        | Mt. Lemmon Survey      |
| (192162)           | 2007 CN41              | 7 février 2007        | Spacewatch             |
| (192163)           | 2007 CM42              | 7 février 2007        | Mt. Lemmon Survey      |
| (192164)           | 2007 DB11              | 17 février 2007       | Spacewatch             |
| (192165)           | 2007 DG13              | 16 février 2007       | NEAT                   |
| (192166)           | 2007 DJ18              | 17 février 2007       | Spacewatch             |
| (192167)           | 2007 DQ18              | 17 février 2007       | Spacewatch             |
| (192168)           | 2007 DT53              | 19 février 2007       | Mt. Lemmon Survey      |
| (192169)           | 2007 DR75              | 21 février 2007       | Spacewatch             |
| (192170)           | 2007 DV82              | 23 février 2007       | Spacewatch             |
| (192171)           | 2007 DC83              | 24 février 2007       | LINEAR                 |
| (192172)           | 2007 DO105             | 17 février 2007       | Spacewatch             |
| (192173)           | 2007 EF42              | 9 mars 2007           | Spacewatch             |
| (192174)           | 2007 EG51              | 10 mars 2007          | NEAT                   |
| (192175)           | 2007 EL72              | 10 mars 2007          | Spacewatch             |
| (192176)           | 2007 ER149             | 12 mars 2007          | Mt. Lemmon Survey      |
| (192177)           | 2007 EB182             | 14 mars 2007          | Spacewatch             |
| (192178) Lijieshou | 2007 EA200             | 10 mars 2007          | PMO NEO Survey Program |
| (192179)           | 2007 EQ210             | 8 mars 2007           | NEAT                   |
| (192180)           | 2007 ED213             | 14 mars 2007          | Siding Spring Survey   |
| (192181)           | 2007 EC214             | 12 mars 2007          | Spacewatch             |
| (192182)           | 2007 EP217             | 11 mars 2007          | Mt. Lemmon Survey      |
| (192183)           | 2007 FG12              | 17 mars 2007          | LONEOS                 |
| (192184)           | 2007 FW35              | 25 mars 2007          | CSS                    |
| (192185)           | 2007 FS43              | 18 mars 2007          | Spacewatch             |
| (192186)           | 2007 GA5               | 12 avril 2007         | Ries, W.               |
| (192187)           | 2007 GF9               | 8 avril 2007          | Spacewatch             |
| (192188)           | 2007 GR9               | 8 avril 2007          | Siding Spring Survey   |
| (192189)           | 2007 GT23              | 11 avril 2007         | Spacewatch             |
| (192190)           | 2007 GG33              | 11 avril 2007         | CSS                    |
| (192191)           | 2007 GH39              | 14 avril 2007         | Spacewatch             |
| (192192)           | 2007 GX45              | 14 avril 2007         | Spacewatch             |
| (192193)           | 2007 GP48              | 14 avril 2007         | Spacewatch             |
| (192194)           | 2007 GW53              | 14 avril 2007         | Spacewatch             |
| (192195)           | 2007 GM71              | 14 avril 2007         | CSS                    |
| (192196)           | 2007 HU2               | 16 avril 2007         | Mt. Lemmon Survey      |
| (192197)           | 2007 HR4               | 19 avril 2007         | Birtwhistle, P.        |
| (192198)           | 2007 HJ12              | 19 avril 2007         | Mt. Lemmon Survey      |
| (192199)           | 2007 HE25              | 18 avril 2007         | Spacewatch             |
| (192200)           | 2007 HN52              | 20 avril 2007         | Spacewatch             |

### 192201-192300
| Nom                     | Désignation provisoire | Date de la découverte | Découvreur                                                |
| ----------------------- | ---------------------- | --------------------- | --------------------------------------------------------- |
| (192201)                | 2007 HA61              | 20 avril 2007         | Spacewatch                                                |
| (192202)                | 2007 HP70              | 19 avril 2007         | Spacewatch                                                |
| (192203)                | 2007 HH90              | 22 avril 2007         | Siding Spring Survey                                      |
| (192204)                | 2007 JN21              | 12 mai 2007           | Hoenig, S. F., Teamo, N.                                  |
| (192205)                | 2007 JJ27              | 9 mai 2007            | Spacewatch                                                |
| (192206)                | 2007 JR28              | 10 mai 2007           | Mt. Lemmon Survey                                         |
| (192207)                | 2007 JB33              | 12 mai 2007           | Mt. Lemmon Survey                                         |
| (192208) Tzu Chi        | 2007 JX33              | 11 mai 2007           | Shih, C.-Y., Ye, Q.-z.                                    |
| (192209)                | 2007 JL38              | 12 mai 2007           | Mt. Lemmon Survey                                         |
| (192210)                | 2007 JY41              | 15 mai 2007           | Mt. Lemmon Survey                                         |
| (192211)                | 2007 KO3               | 17 mai 2007           | CSS                                                       |
| (192212)                | 2007 LM1               | 5 juin 2007           | CSS                                                       |
| (192213)                | 2007 LE28              | 15 juin 2007          | Spacewatch                                                |
| (192214)                | 2007 LA34              | 5 juin 2007           | CSS                                                       |
| (192215)                | 2007 MH19              | 21 juin 2007          | Mt. Lemmon Survey                                         |
| (192216)                | 2007 ML20              | 23 juin 2007          | Spacewatch                                                |
| (192217)                | 2007 PT9               | 9 août 2007           | Chante-Perdrix                                            |
| (192218)                | 2007 PX45              | 10 août 2007          | Spacewatch                                                |
| (192219)                | 2007 RO23              | 3 septembre 2007      | CSS                                                       |
| (192220) Oicles         | 2007 RZ132             | 14 septembre 2007     | Schwab, E., Kling, R.                                     |
| (192221)                | 2007 RQ278             | 5 septembre 2007      | Siding Spring Survey                                      |
| (192222)                | 2007 RZ281             | 15 septembre 2007     | CSS                                                       |
| (192223)                | 2007 VM6               | 3 novembre 2007       | Mt. Lemmon Survey                                         |
| (192224)                | 2007 VO6               | 4 novembre 2007       | Mt. Lemmon Survey                                         |
| (192225)                | 2007 WT20              | 18 novembre 2007      | Mt. Lemmon Survey                                         |
| (192226)                | 2008 AB112             | 15 janvier 2008       | Spacewatch                                                |
| (192227)                | 2008 AD118             | 13 janvier 2008       | CSS                                                       |
| (192228)                | 2008 BE33              | 30 janvier 2008       | Spacewatch                                                |
| (192229)                | 2008 CA12              | 3 février 2008        | Spacewatch                                                |
| (192230)                | 2008 CQ40              | 2 février 2008        | Spacewatch                                                |
| (192231)                | 2008 CK45              | 2 février 2008        | Spacewatch                                                |
| (192232)                | 2008 CN48              | 3 février 2008        | Spacewatch                                                |
| (192233)                | 2008 CV83              | 7 février 2008        | Spacewatch                                                |
| (192234)                | 2008 CS189             | 13 février 2008       | CSS                                                       |
| (192235)                | 2008 CE201             | 13 février 2008       | Mt. Lemmon Survey                                         |
| (192236)                | 2008 CO202             | 8 février 2008        | Spacewatch                                                |
| (192237)                | 2008 DS1               | 24 février 2008       | Mt. Lemmon Survey                                         |
| (192238)                | 2008 DP29              | 26 février 2008       | Spacewatch                                                |
| (192239)                | 2008 DG40              | 27 février 2008       | Spacewatch                                                |
| (192240)                | 2008 DL54              | 27 février 2008       | CSS                                                       |
| (192241)                | 2008 DA70              | 26 février 2008       | Mt. Lemmon Survey                                         |
| (192242)                | 2008 DF85              | 28 février 2008       | Spacewatch                                                |
| (192243)                | 2008 EY32              | 1er mars 2008         | Spacewatch                                                |
| (192244)                | 2008 EP39              | 4 mars 2008           | Spacewatch                                                |
| (192245)                | 2008 EG50              | 6 mars 2008           | Mt. Lemmon Survey                                         |
| (192246)                | 2008 EY57              | 7 mars 2008           | Mt. Lemmon Survey                                         |
| (192247)                | 2008 EJ98              | 2 mars 2008           | CSS                                                       |
| (192248)                | 2008 EK99              | 4 mars 2008           | CSS                                                       |
| (192249)                | 2008 EC119             | 9 mars 2008           | Mt. Lemmon Survey                                         |
| (192250)                | 2008 FS39              | 28 mars 2008          | Spacewatch                                                |
| (192251)                | 2008 FF69              | 28 mars 2008          | Mt. Lemmon Survey                                         |
| (192252)                | 2008 FC70              | 28 mars 2008          | Spacewatch                                                |
| (192253)                | 2008 FK80              | 27 mars 2008          | Mt. Lemmon Survey                                         |
| (192254)                | 2008 GB20              | 3 avril 2008          | Spacewatch                                                |
| (192255)                | 2008 GM36              | 3 avril 2008          | Spacewatch                                                |
| (192256)                | 2008 GS54              | 5 avril 2008          | Mt. Lemmon Survey                                         |
| (192257)                | 2008 GD60              | 5 avril 2008          | CSS                                                       |
| (192258)                | 2008 GB76              | 7 avril 2008          | Mt. Lemmon Survey                                         |
| (192259)                | 2008 GR107             | 12 avril 2008         | CSS                                                       |
| (192260)                | 2008 GQ134             | 4 avril 2008          | CSS                                                       |
| (192261)                | 2008 HB6               | 24 avril 2008         | Spacewatch                                                |
| (192262)                | 2008 HO8               | 24 avril 2008         | Spacewatch                                                |
| (192263)                | 2008 HZ16              | 25 avril 2008         | CSS                                                       |
| (192264)                | 2008 HH38              | 28 avril 2008         | LINEAR                                                    |
| (192265)                | 2008 KV15              | 27 mai 2008           | Spacewatch                                                |
| (192266)                | 2008 KN31              | 29 mai 2008           | Spacewatch                                                |
| (192267)                | 2008 KT33              | 29 mai 2008           | Mt. Lemmon Survey                                         |
| (192268)                | 2008 LD12              | 7 juin 2008           | Spacewatch                                                |
| (192269)                | 2008 OB4               | 26 juillet 2008       | Siding Spring Survey                                      |
| (192270)                | 7642 P-L               | 17 octobre 1960       | van Houten, C. J., van Houten-Groeneveld, I., Gehrels, T. |
| (192271)                | 3310 T-1               | 26 mars 1971          | van Houten, C. J., van Houten-Groeneveld, I., Gehrels, T. |
| (192272)                | 1132 T-2               | 29 septembre 1973     | van Houten, C. J., van Houten-Groeneveld, I., Gehrels, T. |
| (192273)                | 2299 T-2               | 29 septembre 1973     | van Houten, C. J., van Houten-Groeneveld, I., Gehrels, T. |
| (192274)                | 1169 T-3               | 17 octobre 1977       | van Houten, C. J., van Houten-Groeneveld, I., Gehrels, T. |
| (192275)                | 2227 T-3               | 16 octobre 1977       | van Houten, C. J., van Houten-Groeneveld, I., Gehrels, T. |
| (192276)                | 2498 T-3               | 16 octobre 1977       | van Houten, C. J., van Houten-Groeneveld, I., Gehrels, T. |
| (192277)                | 3126 T-3               | 16 octobre 1977       | van Houten, C. J., van Houten-Groeneveld, I., Gehrels, T. |
| (192278)                | 3148 T-3               | 16 octobre 1977       | van Houten, C. J., van Houten-Groeneveld, I., Gehrels, T. |
| (192279)                | 3153 T-3               | 16 octobre 1977       | van Houten, C. J., van Houten-Groeneveld, I., Gehrels, T. |
| (192280)                | 3534 T-3               | 16 octobre 1977       | van Houten, C. J., van Houten-Groeneveld, I., Gehrels, T. |
| (192281)                | 1978 UC7               | 27 octobre 1978       | Olmstead, C. M.                                           |
| (192282)                | 1979 MY4               | 25 juin 1979          | Helin, E. F., Bus, S. J.                                  |
| (192283)                | 1981 EE3               | 2 mars 1981           | Bus, S. J.                                                |
| (192284)                | 1981 EL11              | 7 mars 1981           | Bus, S. J.                                                |
| (192285)                | 1981 EU12              | 1er mars 1981         | Bus, S. J.                                                |
| (192286)                | 1981 ES15              | 1er mars 1981         | Bus, S. J.                                                |
| (192287)                | 1981 EL22              | 2 mars 1981           | Bus, S. J.                                                |
| (192288)                | 1981 EF34              | 1er mars 1981         | Bus, S. J.                                                |
| (192289)                | 1981 EQ45              | 1er mars 1981         | Bus, S. J.                                                |
| (192290)                | 1989 QT                | 26 août 1989          | McNaught, R. H.                                           |
| (192291) Palindrome     | 1990 QX19              | 17 août 1990          | Lowe, A.                                                  |
| (192292)                | 1990 RC7               | 13 septembre 1990     | Debehogne, H.                                             |
| (192293) Dominikbrunner | 1990 TA2               | 10 octobre 1990       | Borngen, F., Schmadel, L. D.                              |
| (192294)                | 1991 TE15              | 6 octobre 1991        | Lowe, A.                                                  |
| (192295)                | 1991 TN15              | 6 octobre 1991        | Lowe, A.                                                  |
| (192296)                | 1991 TA16              | 6 octobre 1991        | Lowe, A.                                                  |
| (192297)                | 1992 DX9               | 29 février 1992       | UESAC                                                     |
| (192298)                | 1992 ES2               | 6 mars 1992           | Spacewatch                                                |
| (192299)                | 1992 EW4               | 1er mars 1992         | UESAC                                                     |
| (192300)                | 1992 SY9               | 27 septembre 1992     | Spacewatch                                                |

### 192301-192400
| Nom                  | Désignation provisoire | Date de la découverte | Découvreur                           |
| -------------------- | ---------------------- | --------------------- | ------------------------------------ |
| (192301)             | 1992 SQ10              | 27 septembre 1992     | Spacewatch                           |
| (192302)             | 1993 BL8               | 21 janvier 1993       | Spacewatch                           |
| (192303)             | 1993 FJ7               | 17 mars 1993          | UESAC                                |
| (192304)             | 1993 FK40              | 19 mars 1993          | UESAC                                |
| (192305)             | 1993 FE45              | 19 mars 1993          | UESAC                                |
| (192306)             | 1993 FB80              | 17 mars 1993          | UESAC                                |
| (192307)             | 1993 RM16              | 15 septembre 1993     | Debehogne, H., Elst, E. W.           |
| (192308)             | 1993 TK7               | 9 octobre 1993        | Spacewatch                           |
| (192309)             | 1993 TK26              | 9 octobre 1993        | Elst, E. W.                          |
| (192310)             | 1993 TN26              | 9 octobre 1993        | Elst, E. W.                          |
| (192311)             | 1993 TS29              | 9 octobre 1993        | Elst, E. W.                          |
| (192312)             | 1994 AT9               | 8 janvier 1994        | Spacewatch                           |
| (192313)             | 1994 AV13              | 12 janvier 1994       | Spacewatch                           |
| (192314)             | 1994 CN1               | 9 février 1994        | Farra d'Isonzo                       |
| (192315)             | 1994 JO4               | 3 mai 1994            | Spacewatch                           |
| (192316)             | 1994 JH6               | 4 mai 1994            | Spacewatch                           |
| (192317)             | 1994 PO26              | 12 août 1994          | Elst, E. W.                          |
| (192318)             | 1994 RH16              | 3 septembre 1994      | Elst, E. W.                          |
| (192319)             | 1994 RY24              | 5 septembre 1994      | Elst, E. W.                          |
| (192320)             | 1994 RA28              | 5 septembre 1994      | Elst, E. W.                          |
| (192321)             | 1994 SE11              | 29 septembre 1994     | Spacewatch                           |
| (192322)             | 1994 SN11              | 29 septembre 1994     | Spacewatch                           |
| (192323)             | 1994 SD12              | 29 septembre 1994     | Spacewatch                           |
| (192324)             | 1994 TD7               | 4 octobre 1994        | Spacewatch                           |
| (192325)             | 1994 UL8               | 28 octobre 1994       | Spacewatch                           |
| (192326)             | 1994 UT8               | 28 octobre 1994       | Spacewatch                           |
| (192327)             | 1994 VS3               | 1er novembre 1994     | Spacewatch                           |
| (192328)             | 1994 WW5               | 28 novembre 1994      | Spacewatch                           |
| (192329)             | 1995 BE14              | 31 janvier 1995       | Spacewatch                           |
| (192330)             | 1995 BN15              | 31 janvier 1995       | Spacewatch                           |
| (192331)             | 1995 CB6               | 1er février 1995      | Spacewatch                           |
| (192332)             | 1995 FA                | 21 mars 1995          | Stroncone                            |
| (192333)             | 1995 FG5               | 23 mars 1995          | Spacewatch                           |
| (192334)             | 1995 GU6               | 6 avril 1995          | Spacewatch                           |
| (192335)             | 1995 HD4               | 26 avril 1995         | Spacewatch                           |
| (192336)             | 1995 KK3               | 25 mai 1995           | Spacewatch                           |
| (192337)             | 1995 ME2               | 23 juin 1995          | Spacewatch                           |
| (192338)             | 1995 MM5               | 23 juin 1995          | Spacewatch                           |
| (192339)             | 1995 OD4               | 22 juillet 1995       | Spacewatch                           |
| (192340)             | 1995 OE14              | 23 juillet 1995       | Spacewatch                           |
| (192341)             | 1995 QF6               | 22 août 1995          | Spacewatch                           |
| (192342)             | 1995 SP14              | 18 septembre 1995     | Spacewatch                           |
| (192343)             | 1995 SU14              | 18 septembre 1995     | Spacewatch                           |
| (192344)             | 1995 SY15              | 18 septembre 1995     | Spacewatch                           |
| (192345)             | 1995 SG24              | 19 septembre 1995     | Spacewatch                           |
| (192346)             | 1995 ST31              | 21 septembre 1995     | Spacewatch                           |
| (192347)             | 1995 SK32              | 21 septembre 1995     | Spacewatch                           |
| (192348)             | 1995 SY37              | 24 septembre 1995     | Spacewatch                           |
| (192349)             | 1995 SV44              | 25 septembre 1995     | Spacewatch                           |
| (192350)             | 1995 SW49              | 26 septembre 1995     | Spacewatch                           |
| (192351)             | 1995 SM51              | 26 septembre 1995     | Spacewatch                           |
| (192352)             | 1995 SE86              | 26 septembre 1995     | Spacewatch                           |
| (192353) Wangdazhong | 1995 TS1               | 14 octobre 1995       | Beijing Schmidt CCD Asteroid Program |
| (192354)             | 1995 TV2               | 15 octobre 1995       | Spacewatch                           |
| (192355)             | 1995 TL3               | 15 octobre 1995       | Spacewatch                           |
| (192356)             | 1995 UB12              | 17 octobre 1995       | Spacewatch                           |
| (192357)             | 1995 UY16              | 17 octobre 1995       | Spacewatch                           |
| (192358)             | 1995 VT4               | 14 novembre 1995      | Spacewatch                           |
| (192359)             | 1995 VY7               | 14 novembre 1995      | Spacewatch                           |
| (192360)             | 1995 VN11              | 15 novembre 1995      | Spacewatch                           |
| (192361)             | 1995 VB17              | 15 novembre 1995      | Spacewatch                           |
| (192362)             | 1995 VC18              | 15 novembre 1995      | Spacewatch                           |
| (192363)             | 1995 WR9               | 16 novembre 1995      | Spacewatch                           |
| (192364)             | 1995 WB16              | 17 novembre 1995      | Spacewatch                           |
| (192365)             | 1995 WU25              | 18 novembre 1995      | Spacewatch                           |
| (192366)             | 1995 XP3               | 14 décembre 1995      | Spacewatch                           |
| (192367)             | 1995 YF25              | 16 décembre 1995      | Spacewatch                           |
| (192368)             | 1996 AT5               | 12 janvier 1996       | Spacewatch                           |
| (192369)             | 1996 AC6               | 12 janvier 1996       | Spacewatch                           |
| (192370)             | 1996 AG10              | 13 janvier 1996       | Spacewatch                           |
| (192371)             | 1996 AD12              | 14 janvier 1996       | Spacewatch                           |
| (192372)             | 1996 AB14              | 15 janvier 1996       | Spacewatch                           |
| (192373)             | 1996 BL6               | 18 janvier 1996       | Spacewatch                           |
| (192374)             | 1996 BP6               | 19 janvier 1996       | Spacewatch                           |
| (192375)             | 1996 BR7               | 19 janvier 1996       | Spacewatch                           |
| (192376)             | 1996 EH6               | 11 mars 1996          | Spacewatch                           |
| (192377)             | 1996 EL11              | 12 mars 1996          | Spacewatch                           |
| (192378)             | 1996 FZ10              | 20 mars 1996          | Spacewatch                           |
| (192379)             | 1996 GS6               | 12 avril 1996         | Spacewatch                           |
| (192380)             | 1996 GR11              | 14 avril 1996         | Spacewatch                           |
| (192381)             | 1996 HT4               | 18 avril 1996         | Spacewatch                           |
| (192382)             | 1996 JM8               | 12 mai 1996           | Spacewatch                           |
| (192383)             | 1996 JD10              | 13 mai 1996           | Spacewatch                           |
| (192384)             | 1996 KN2               | 18 mai 1996           | Spacewatch                           |
| (192385)             | 1996 RO12              | 8 septembre 1996      | Spacewatch                           |
| (192386)             | 1996 RE14              | 8 septembre 1996      | Spacewatch                           |
| (192387)             | 1996 RV15              | 13 septembre 1996     | Spacewatch                           |
| (192388)             | 1996 RD29              | 11 septembre 1996     | Uppsala-DLR Trojan Survey            |
| (192389)             | 1996 RT29              | 12 septembre 1996     | Uppsala-DLR Trojan Survey            |
| (192390)             | 1996 RO30              | 13 septembre 1996     | Uppsala-DLR Trojan Survey            |
| (192391) Yunda       | 1996 TQ2               | 3 octobre 1996        | Beijing Schmidt CCD Asteroid Program |
| (192392)             | 1996 TM18              | 4 octobre 1996        | Spacewatch                           |
| (192393)             | 1996 TT22              | 6 octobre 1996        | Spacewatch                           |
| (192394)             | 1996 TJ35              | 11 octobre 1996       | Spacewatch                           |
| (192395)             | 1996 TN36              | 12 octobre 1996       | Spacewatch                           |
| (192396)             | 1996 XP3               | 1er décembre 1996     | Spacewatch                           |
| (192397)             | 1996 XZ5               | 7 décembre 1996       | Kobayashi, T.                        |
| (192398)             | 1996 XL10              | 2 décembre 1996       | Spacewatch                           |
| (192399)             | 1996 XL29              | 13 décembre 1996      | Spacewatch                           |
| (192400)             | 1997 AG2               | 3 janvier 1997        | Kobayashi, T.                        |

### 192401-192500
| Nom                    | Désignation provisoire | Date de la découverte | Découvreur                           |
| ---------------------- | ---------------------- | --------------------- | ------------------------------------ |
| (192401)               | 1997 AR8               | 2 janvier 1997        | Spacewatch                           |
| (192402)               | 1997 AW12              | 10 janvier 1997       | Kobayashi, T.                        |
| (192403)               | 1997 BQ4               | 31 janvier 1997       | Spacewatch                           |
| (192404)               | 1997 EE19              | 3 mars 1997           | Spacewatch                           |
| (192405)               | 1997 EU21              | 4 mars 1997           | Spacewatch                           |
| (192406)               | 1997 EK26              | 4 mars 1997           | Spacewatch                           |
| (192407)               | 1997 EY30              | 5 mars 1997           | Spacewatch                           |
| (192408)               | 1997 GD1               | 2 avril 1997          | Spacewatch                           |
| (192409)               | 1997 GX13              | 3 avril 1997          | LINEAR                               |
| (192410)               | 1997 GD25              | 7 avril 1997          | Spacewatch                           |
| (192411)               | 1997 GX31              | 15 avril 1997         | Spacewatch                           |
| (192412)               | 1997 HQ7               | 30 avril 1997         | LINEAR                               |
| (192413)               | 1997 HN9               | 30 avril 1997         | LINEAR                               |
| (192414)               | 1997 LG17              | 8 juin 1997           | Elst, E. W.                          |
| (192415)               | 1997 LM18              | 8 juin 1997           | Spacewatch                           |
| (192416)               | 1997 MA1               | 28 juin 1997          | Viscome, G. R.                       |
| (192417)               | 1997 NS7               | 7 juillet 1997        | Spacewatch                           |
| (192418)               | 1997 PC3               | 10 août 1997          | Pravec, P.                           |
| (192419)               | 1997 SM18              | 28 septembre 1997     | Spacewatch                           |
| (192420)               | 1997 SP20              | 28 septembre 1997     | Spacewatch                           |
| (192421)               | 1997 SU20              | 28 septembre 1997     | Spacewatch                           |
| (192422)               | 1997 SH21              | 29 septembre 1997     | Spacewatch                           |
| (192423)               | 1997 SM26              | 28 septembre 1997     | Spacewatch                           |
| (192424)               | 1997 SL30              | 30 septembre 1997     | Spacewatch                           |
| (192425)               | 1997 ST35              | 29 septembre 1997     | Spacewatch                           |
| (192426)               | 1997 TJ3               | 3 octobre 1997        | ODAS                                 |
| (192427)               | 1997 TD4               | 3 octobre 1997        | ODAS                                 |
| (192428)               | 1997 TZ5               | 2 octobre 1997        | ODAS                                 |
| (192429)               | 1997 TO9               | 2 octobre 1997        | Spacewatch                           |
| (192430)               | 1997 TD13              | 3 octobre 1997        | Spacewatch                           |
| (192431)               | 1997 TS21              | 4 octobre 1997        | Spacewatch                           |
| (192432)               | 1997 TA24              | 11 octobre 1997       | Spacewatch                           |
| (192433)               | 1997 TL26              | 8 octobre 1997        | Kawasato, N.                         |
| (192434)               | 1997 US1               | 23 octobre 1997       | Spacewatch                           |
| (192435)               | 1997 UJ2               | 24 octobre 1997       | Spacewatch                           |
| (192436)               | 1997 UU6               | 23 octobre 1997       | Spacewatch                           |
| (192437)               | 1997 UA16              | 23 octobre 1997       | Spacewatch                           |
| (192438)               | 1997 UN27              | 26 octobre 1997       | Cima Ekar                            |
| (192439) Cílek         | 1997 VC                | 1er novembre 1997     | Ticha, J., Tichy, M.                 |
| (192440)               | 1997 VH7               | 2 novembre 1997       | Beijing Schmidt CCD Asteroid Program |
| (192441)               | 1997 WH1               | 19 novembre 1997      | Beijing Schmidt CCD Asteroid Program |
| (192442)               | 1997 WJ3               | 22 novembre 1997      | Spacewatch                           |
| (192443)               | 1997 WY5               | 23 novembre 1997      | Spacewatch                           |
| (192444)               | 1997 WY9               | 21 novembre 1997      | Spacewatch                           |
| (192445)               | 1997 WG14              | 22 novembre 1997      | Spacewatch                           |
| (192446)               | 1997 WA15              | 23 novembre 1997      | Spacewatch                           |
| (192447)               | 1997 WR15              | 23 novembre 1997      | Spacewatch                           |
| (192448)               | 1997 WY15              | 23 novembre 1997      | Spacewatch                           |
| (192449)               | 1997 WG20              | 25 novembre 1997      | Spacewatch                           |
| (192450) Xinjiangdaxue | 1997 WY21              | 23 novembre 1997      | Beijing Schmidt CCD Asteroid Program |
| (192451)               | 1997 WQ42              | 29 novembre 1997      | LINEAR                               |
| (192452)               | 1997 YQ2               | 21 décembre 1997      | Sato, N.                             |
| (192453)               | 1998 BV3               | 18 janvier 1998       | Spacewatch                           |
| (192454)               | 1998 BQ5               | 22 janvier 1998       | Spacewatch                           |
| (192455)               | 1998 BQ20              | 22 janvier 1998       | Spacewatch                           |
| (192456)               | 1998 BU23              | 26 janvier 1998       | Spacewatch                           |
| (192457)               | 1998 BM33              | 31 janvier 1998       | Kobayashi, T.                        |
| (192458)               | 1998 DG1               | 19 février 1998       | Klet                                 |
| (192459)               | 1998 DS6               | 17 février 1998       | Spacewatch                           |
| (192460)               | 1998 DT16              | 22 février 1998       | Spacewatch                           |
| (192461)               | 1998 DE19              | 24 février 1998       | Spacewatch                           |
| (192462)               | 1998 EZ7               | 2 mars 1998           | Beijing Schmidt CCD Asteroid Program |
| (192463)               | 1998 FU4               | 23 mars 1998          | Spacewatch                           |
| (192464)               | 1998 FJ8               | 20 mars 1998          | Spacewatch                           |
| (192465)               | 1998 FM14              | 26 mars 1998          | ODAS                                 |
| (192466)               | 1998 FJ16              | 30 mars 1998          | Klet                                 |
| (192467)               | 1998 FH28              | 20 mars 1998          | LINEAR                               |
| (192468)               | 1998 FH40              | 20 mars 1998          | LINEAR                               |
| (192469)               | 1998 FF48              | 20 mars 1998          | LINEAR                               |
| (192470)               | 1998 FV53              | 20 mars 1998          | LINEAR                               |
| (192471)               | 1998 FF59              | 20 mars 1998          | LINEAR                               |
| (192472)               | 1998 FO64              | 20 mars 1998          | LINEAR                               |
| (192473)               | 1998 FX71              | 20 mars 1998          | LINEAR                               |
| (192474)               | 1998 FM72              | 20 mars 1998          | LINEAR                               |
| (192475)               | 1998 FR122             | 20 mars 1998          | LINEAR                               |
| (192476)               | 1998 FN133             | 20 mars 1998          | LINEAR                               |
| (192477)               | 1998 FF134             | 20 mars 1998          | LINEAR                               |
| (192478)               | 1998 FM138             | 28 mars 1998          | LINEAR                               |
| (192479)               | 1998 FO138             | 28 mars 1998          | LINEAR                               |
| (192480)               | 1998 FZ138             | 28 mars 1998          | LINEAR                               |
| (192481)               | 1998 GQ2               | 2 avril 1998          | LINEAR                               |
| (192482)               | 1998 GS8               | 2 avril 1998          | LINEAR                               |
| (192483)               | 1998 HS2               | 20 avril 1998         | Spacewatch                           |
| (192484)               | 1998 HE4               | 19 avril 1998         | Spacewatch                           |
| (192485)               | 1998 HM5               | 22 avril 1998         | Spacewatch                           |
| (192486)               | 1998 HP7               | 23 avril 1998         | LINEAR                               |
| (192487)               | 1998 HG11              | 18 avril 1998         | Spacewatch                           |
| (192488)               | 1998 HK22              | 20 avril 1998         | LINEAR                               |
| (192489)               | 1998 HU22              | 20 avril 1998         | LINEAR                               |
| (192490)               | 1998 HU23              | 28 avril 1998         | Spacewatch                           |
| (192491)               | 1998 HU27              | 22 avril 1998         | Spacewatch                           |
| (192492)               | 1998 HA35              | 20 avril 1998         | LINEAR                               |
| (192493)               | 1998 HG42              | 24 avril 1998         | Spacewatch                           |
| (192494)               | 1998 HF62              | 21 avril 1998         | LINEAR                               |
| (192495)               | 1998 HJ64              | 21 avril 1998         | LINEAR                               |
| (192496)               | 1998 HS66              | 21 avril 1998         | LINEAR                               |
| (192497)               | 1998 HJ89              | 21 avril 1998         | LINEAR                               |
| (192498)               | 1998 KA7               | 22 mai 1998           | LONEOS                               |
| (192499)               | 1998 KT10              | 22 mai 1998           | Spacewatch                           |
| (192500)               | 1998 KT15              | 22 mai 1998           | LINEAR                               |

### 192501-192600
| Nom      | Désignation provisoire | Date de la découverte | Découvreur                           |
| -------- | ---------------------- | --------------------- | ------------------------------------ |
| (192501) | 1998 KD17              | 26 mai 1998           | Spacewatch                           |
| (192502) | 1998 KN26              | 26 mai 1998           | Spacewatch                           |
| (192503) | 1998 KO32              | 22 mai 1998           | LINEAR                               |
| (192504) | 1998 MC14              | 20 juin 1998          | ODAS                                 |
| (192505) | 1998 MU14              | 20 juin 1998          | Spacewatch                           |
| (192506) | 1998 MS15              | 25 juin 1998          | Spacewatch                           |
| (192507) | 1998 MQ37              | 24 juin 1998          | LONEOS                               |
| (192508) | 1998 OP13              | 26 juillet 1998       | Elst, E. W.                          |
| (192509) | 1998 QL5               | 22 août 1998          | Beijing Schmidt CCD Asteroid Program |
| (192510) | 1998 QX29              | 25 août 1998          | Beijing Schmidt CCD Asteroid Program |
| (192511) | 1998 QR73              | 24 août 1998          | LINEAR                               |
| (192512) | 1998 QB76              | 24 août 1998          | LINEAR                               |
| (192513) | 1998 QZ103             | 26 août 1998          | Elst, E. W.                          |
| (192514) | 1998 RP12              | 14 septembre 1998     | Spacewatch                           |
| (192515) | 1998 RS15              | 1er septembre 1998    | Beijing Schmidt CCD Asteroid Program |
| (192516) | 1998 RK16              | 10 septembre 1998     | ODAS                                 |
| (192517) | 1998 RF20              | 14 septembre 1998     | LINEAR                               |
| (192518) | 1998 RW29              | 14 septembre 1998     | LINEAR                               |
| (192519) | 1998 RE48              | 14 septembre 1998     | LINEAR                               |
| (192520) | 1998 RS63              | 14 septembre 1998     | LINEAR                               |
| (192521) | 1998 RK67              | 14 septembre 1998     | LINEAR                               |
| (192522) | 1998 RJ76              | 14 septembre 1998     | LINEAR                               |
| (192523) | 1998 RT80              | 13 septembre 1998     | Spacewatch                           |
| (192524) | 1998 RY80              | 15 septembre 1998     | LONEOS                               |
| (192525) | 1998 SM12              | 21 septembre 1998     | Visnjan                              |
| (192526) | 1998 SP15              | 16 septembre 1998     | Spacewatch                           |
| (192527) | 1998 ST17              | 17 septembre 1998     | Spacewatch                           |
| (192528) | 1998 SG41              | 25 septembre 1998     | Spacewatch                           |
| (192529) | 1998 SU48              | 27 septembre 1998     | Spacewatch                           |
| (192530) | 1998 SE52              | 28 septembre 1998     | Spacewatch                           |
| (192531) | 1998 SC62              | 18 septembre 1998     | LONEOS                               |
| (192532) | 1998 SZ63              | 20 septembre 1998     | Elst, E. W.                          |
| (192533) | 1998 SB70              | 21 septembre 1998     | LINEAR                               |
| (192534) | 1998 SN80              | 26 septembre 1998     | LINEAR                               |
| (192535) | 1998 SW85              | 26 septembre 1998     | LINEAR                               |
| (192536) | 1998 SF88              | 26 septembre 1998     | LINEAR                               |
| (192537) | 1998 SL89              | 26 septembre 1998     | LINEAR                               |
| (192538) | 1998 SE97              | 26 septembre 1998     | LINEAR                               |
| (192539) | 1998 SC119             | 26 septembre 1998     | LINEAR                               |
| (192540) | 1998 SN120             | 26 septembre 1998     | LINEAR                               |
| (192541) | 1998 SY124             | 26 septembre 1998     | LINEAR                               |
| (192542) | 1998 SO144             | 20 septembre 1998     | Elst, E. W.                          |
| (192543) | 1998 SD146             | 20 septembre 1998     | Elst, E. W.                          |
| (192544) | 1998 SM157             | 26 septembre 1998     | LINEAR                               |
| (192545) | 1998 SS160             | 26 septembre 1998     | LINEAR                               |
| (192546) | 1998 TE1               | 12 octobre 1998       | Spacewatch                           |
| (192547) | 1998 TW6               | 1er octobre 1998      | Spacewatch                           |
| (192548) | 1998 TE7               | 14 octobre 1998       | ODAS                                 |
| (192549) | 1998 TJ14              | 14 octobre 1998       | Spacewatch                           |
| (192550) | 1998 TC20              | 13 octobre 1998       | Spacewatch                           |
| (192551) | 1998 TY24              | 14 octobre 1998       | Spacewatch                           |
| (192552) | 1998 TP26              | 14 octobre 1998       | Spacewatch                           |
| (192553) | 1998 TH27              | 15 octobre 1998       | Spacewatch                           |
| (192554) | 1998 TU27              | 15 octobre 1998       | Spacewatch                           |
| (192555) | 1998 TV27              | 15 octobre 1998       | Spacewatch                           |
| (192556) | 1998 UP5               | 22 octobre 1998       | ODAS                                 |
| (192557) | 1998 UE13              | 18 octobre 1998       | Spacewatch                           |
| (192558) | 1998 UM44              | 17 octobre 1998       | Beijing Schmidt CCD Asteroid Program |
| (192559) | 1998 VO                | 10 novembre 1998      | LINEAR                               |
| (192560) | 1998 VT                | 11 novembre 1998      | LONEOS                               |
| (192561) | 1998 VA9               | 10 novembre 1998      | LINEAR                               |
| (192562) | 1998 VP17              | 10 novembre 1998      | LINEAR                               |
| (192563) | 1998 WZ6               | 23 novembre 1998      | Kobayashi, T.                        |
| (192564) | 1998 WL22              | 18 novembre 1998      | LINEAR                               |
| (192565) | 1998 WS34              | 17 novembre 1998      | Spacewatch                           |
| (192566) | 1998 WA35              | 18 novembre 1998      | Spacewatch                           |
| (192567) | 1998 WD35              | 18 novembre 1998      | Spacewatch                           |
| (192568) | 1998 WZ35              | 19 novembre 1998      | Spacewatch                           |
| (192569) | 1998 WB36              | 19 novembre 1998      | Spacewatch                           |
| (192570) | 1998 WS36              | 19 novembre 1998      | Spacewatch                           |
| (192571) | 1998 WR38              | 21 novembre 1998      | Spacewatch                           |
| (192572) | 1998 WS40              | 23 novembre 1998      | Spacewatch                           |
| (192573) | 1998 XL                | 6 décembre 1998       | Tesi, L., Boattini, A.               |
| (192574) | 1998 XQ6               | 8 décembre 1998       | Spacewatch                           |
| (192575) | 1998 XM20              | 10 décembre 1998      | Spacewatch                           |
| (192576) | 1998 XB22              | 10 décembre 1998      | Spacewatch                           |
| (192577) | 1998 XT25              | 14 décembre 1998      | Spacewatch                           |
| (192578) | 1998 XU61              | 15 décembre 1998      | Spacewatch                           |
| (192579) | 1998 XN62              | 11 décembre 1998      | LINEAR                               |
| (192580) | 1998 XB98              | 10 décembre 1998      | Spacewatch                           |
| (192581) | 1998 YH16              | 22 décembre 1998      | Spacewatch                           |
| (192582) | 1998 YF18              | 25 décembre 1998      | Spacewatch                           |
| (192583) | 1999 AY9               | 13 janvier 1999       | Beijing Schmidt CCD Asteroid Program |
| (192584) | 1999 AY14              | 8 janvier 1999        | Spacewatch                           |
| (192585) | 1999 AX22              | 15 janvier 1999       | CSS                                  |
| (192586) | 1999 AV29              | 13 janvier 1999       | Spacewatch                           |
| (192587) | 1999 AA31              | 14 janvier 1999       | Spacewatch                           |
| (192588) | 1999 BH1               | 18 janvier 1999       | Klet                                 |
| (192589) | 1999 BM11              | 20 janvier 1999       | ODAS                                 |
| (192590) | 1999 BW11              | 21 janvier 1999       | ODAS                                 |
| (192591) | 1999 CE8               | 13 février 1999       | Hug, G., Bell, G.                    |
| (192592) | 1999 CB11              | 12 février 1999       | LINEAR                               |
| (192593) | 1999 CJ26              | 10 février 1999       | LINEAR                               |
| (192594) | 1999 CO37              | 10 février 1999       | LINEAR                               |
| (192595) | 1999 CS47              | 10 février 1999       | LINEAR                               |
| (192596) | 1999 CU87              | 10 février 1999       | LINEAR                               |
| (192597) | 1999 CW95              | 10 février 1999       | LINEAR                               |
| (192598) | 1999 CV126             | 11 février 1999       | LINEAR                               |
| (192599) | 1999 CT137             | 9 février 1999        | Spacewatch                           |
| (192600) | 1999 CE147             | 9 février 1999        | Spacewatch                           |

### 192601-192700
| Nom                     | Désignation provisoire | Date de la découverte | Découvreur              |
| ----------------------- | ---------------------- | --------------------- | ----------------------- |
| (192601)                | 1999 CK159             | 9 février 1999        | Spacewatch              |
| (192602)                | 1999 EQ2               | 10 mars 1999          | Spacewatch              |
| (192603)                | 1999 EA9               | 15 mars 1999          | Spacewatch              |
| (192604)                | 1999 EO13              | 10 mars 1999          | Spacewatch              |
| (192605)                | 1999 FE12              | 18 mars 1999          | Spacewatch              |
| (192606)                | 1999 FE42              | 20 mars 1999          | LINEAR                  |
| (192607)                | 1999 FB60              | 19 mars 1999          | Spacewatch              |
| (192608)                | 1999 FH60              | 19 mars 1999          | ODAS                    |
| (192609)                | 1999 GY3               | 12 avril 1999         | Griffin, I. P.          |
| (192610)                | 1999 GH10              | 11 avril 1999         | Spacewatch              |
| (192611)                | 1999 GX26              | 7 avril 1999          | LINEAR                  |
| (192612)                | 1999 GT39              | 12 avril 1999         | LINEAR                  |
| (192613)                | 1999 GL46              | 12 avril 1999         | LINEAR                  |
| (192614)                | 1999 GY54              | 6 avril 1999          | Spacewatch              |
| (192615)                | 1999 GP56              | 9 avril 1999          | Spacewatch              |
| (192616)                | 1999 GF58              | 7 avril 1999          | LINEAR                  |
| (192617)                | 1999 HX9               | 17 avril 1999         | LINEAR                  |
| (192618)                | 1999 JP4               | 10 mai 1999           | LINEAR                  |
| (192619)                | 1999 JQ4               | 10 mai 1999           | LINEAR                  |
| (192620)                | 1999 JV5               | 12 mai 1999           | LINEAR                  |
| (192621)                | 1999 JN11              | 10 mai 1999           | LINEAR                  |
| (192622)                | 1999 JW26              | 10 mai 1999           | LINEAR                  |
| (192623)                | 1999 JR36              | 10 mai 1999           | LINEAR                  |
| (192624)                | 1999 JJ44              | 10 mai 1999           | LINEAR                  |
| (192625)                | 1999 JS101             | 13 mai 1999           | LINEAR                  |
| (192626) Glennunderhill | 1999 JR133             | 14 mai 1999           | CSS                     |
| (192627)                | 1999 KS                | 16 mai 1999           | CSS                     |
| (192628)                | 1999 KK3               | 17 mai 1999           | Spacewatch              |
| (192629)                | 1999 KM11              | 18 mai 1999           | LINEAR                  |
| (192630)                | 1999 LL                | 5 juin 1999           | Zoltowski, F. B.        |
| (192631)                | 1999 LG29              | 9 juin 1999           | Spacewatch              |
| (192632)                | 1999 NL53              | 12 juillet 1999       | LINEAR                  |
| (192633)                | 1999 NT56              | 12 juillet 1999       | LINEAR                  |
| (192634)                | 1999 NF60              | 13 juillet 1999       | LINEAR                  |
| (192635)                | 1999 QT                | 17 août 1999          | Spacewatch              |
| (192636)                | 1999 QL2               | 31 août 1999          | Sarounova, L.           |
| (192637)                | 1999 RD6               | 3 septembre 1999      | Spacewatch              |
| (192638)                | 1999 RC10              | 7 septembre 1999      | LINEAR                  |
| (192639)                | 1999 RR20              | 7 septembre 1999      | LINEAR                  |
| (192640)                | 1999 RY20              | 7 septembre 1999      | LINEAR                  |
| (192641)                | 1999 RG23              | 7 septembre 1999      | LINEAR                  |
| (192642) 1999 RD32      | 1999 RD32              | 8 septembre 1999      | LINEAR                  |
| (192643)                | 1999 RG39              | 6 septembre 1999      | CSS                     |
| (192644)                | 1999 RS39              | 7 septembre 1999      | CSS                     |
| (192645)                | 1999 RJ47              | 7 septembre 1999      | LINEAR                  |
| (192646)                | 1999 RZ67              | 7 septembre 1999      | LINEAR                  |
| (192647)                | 1999 RU71              | 7 septembre 1999      | LINEAR                  |
| (192648)                | 1999 RO76              | 7 septembre 1999      | LINEAR                  |
| (192649)                | 1999 RV78              | 7 septembre 1999      | LINEAR                  |
| (192650)                | 1999 RF80              | 7 septembre 1999      | LINEAR                  |
| (192651)                | 1999 RS80              | 7 septembre 1999      | LINEAR                  |
| (192652)                | 1999 RM81              | 7 septembre 1999      | LINEAR                  |
| (192653)                | 1999 RD103             | 8 septembre 1999      | LINEAR                  |
| (192654)                | 1999 RZ106             | 8 septembre 1999      | LINEAR                  |
| (192655)                | 1999 RQ107             | 8 septembre 1999      | LINEAR                  |
| (192656)                | 1999 RF121             | 9 septembre 1999      | LINEAR                  |
| (192657)                | 1999 RD125             | 9 septembre 1999      | LINEAR                  |
| (192658)                | 1999 RU130             | 9 septembre 1999      | LINEAR                  |
| (192659)                | 1999 RJ134             | 9 septembre 1999      | LINEAR                  |
| (192660)                | 1999 RD150             | 9 septembre 1999      | LINEAR                  |
| (192661)                | 1999 RU155             | 9 septembre 1999      | LINEAR                  |
| (192662)                | 1999 RK161             | 9 septembre 1999      | LINEAR                  |
| (192663)                | 1999 RS169             | 9 septembre 1999      | LINEAR                  |
| (192664)                | 1999 RK179             | 9 septembre 1999      | LINEAR                  |
| (192665)                | 1999 RS181             | 14 septembre 1999     | Spacewatch              |
| (192666)                | 1999 RC189             | 9 septembre 1999      | LINEAR                  |
| (192667)                | 1999 RC199             | 10 septembre 1999     | LINEAR                  |
| (192668)                | 1999 RQ199             | 8 septembre 1999      | LINEAR                  |
| (192669)                | 1999 RD203             | 8 septembre 1999      | LINEAR                  |
| (192670)                | 1999 RR206             | 8 septembre 1999      | LINEAR                  |
| (192671)                | 1999 RF213             | 11 septembre 1999     | LINEAR                  |
| (192672)                | 1999 RW219             | 4 septembre 1999      | CSS                     |
| (192673)                | 1999 RD222             | 7 septembre 1999      | CSS                     |
| (192674)                | 1999 RB224             | 7 septembre 1999      | CSS                     |
| (192675)                | 1999 RG226             | 4 septembre 1999      | CSS                     |
| (192676)                | 1999 RK239             | 8 septembre 1999      | CSS                     |
| (192677)                | 1999 RR252             | 8 septembre 1999      | LINEAR                  |
| (192678)                | 1999 SM10              | 30 septembre 1999     | LINEAR                  |
| (192679)                | 1999 SO12              | 30 septembre 1999     | LINEAR                  |
| (192680)                | 1999 SE17              | 30 septembre 1999     | CSS                     |
| (192681)                | 1999 SJ21              | 30 septembre 1999     | Spacewatch              |
| (192682)                | 1999 SF26              | 30 septembre 1999     | Spacewatch              |
| (192683)                | 1999 SO27              | 29 septembre 1999     | LONEOS                  |
| (192684)                | 1999 TW6               | 6 octobre 1999        | Korlevic, K., Juric, M. |
| (192685)                | 1999 TA8               | 7 octobre 1999        | Crni Vrh                |
| (192686) Aljuroma       | 1999 TU17              | 15 octobre 1999       | Ehring, N.              |
| (192687)                | 1999 TC21              | 7 octobre 1999        | Tucker, R. A.           |
| (192688)                | 1999 TQ22              | 3 octobre 1999        | Spacewatch              |
| (192689)                | 1999 TF25              | 3 octobre 1999        | LINEAR                  |
| (192690)                | 1999 TO35              | 4 octobre 1999        | LINEAR                  |
| (192691)                | 1999 TY39              | 3 octobre 1999        | CSS                     |
| (192692)                | 1999 TH41              | 2 octobre 1999        | Spacewatch              |
| (192693)                | 1999 TH42              | 3 octobre 1999        | Spacewatch              |
| (192694)                | 1999 TM44              | 3 octobre 1999        | Spacewatch              |
| (192695)                | 1999 TB48              | 4 octobre 1999        | Spacewatch              |
| (192696)                | 1999 TO54              | 6 octobre 1999        | Spacewatch              |
| (192697)                | 1999 TB60              | 7 octobre 1999        | Spacewatch              |
| (192698)                | 1999 TF60              | 7 octobre 1999        | Spacewatch              |
| (192699)                | 1999 TL60              | 7 octobre 1999        | Spacewatch              |
| (192700)                | 1999 TJ61              | 7 octobre 1999        | Spacewatch              |

### 192701-192800
| Nom      | Désignation provisoire | Date de la découverte | Découvreur |
| -------- | ---------------------- | --------------------- | ---------- |
| (192701) | 1999 TB63              | 7 octobre 1999        | Spacewatch |
| (192702) | 1999 TR67              | 8 octobre 1999        | Spacewatch |
| (192703) | 1999 TD77              | 10 octobre 1999       | Spacewatch |
| (192704) | 1999 TQ78              | 11 octobre 1999       | Spacewatch |
| (192705) | 1999 TN81              | 12 octobre 1999       | Spacewatch |
| (192706) | 1999 TX90              | 2 octobre 1999        | LINEAR     |
| (192707) | 1999 TM94              | 2 octobre 1999        | LINEAR     |
| (192708) | 1999 TW102             | 2 octobre 1999        | LINEAR     |
| (192709) | 1999 TM105             | 3 octobre 1999        | LINEAR     |
| (192710) | 1999 TF107             | 4 octobre 1999        | LINEAR     |
| (192711) | 1999 TJ107             | 4 octobre 1999        | LINEAR     |
| (192712) | 1999 TC112             | 4 octobre 1999        | LINEAR     |
| (192713) | 1999 TB124             | 4 octobre 1999        | LINEAR     |
| (192714) | 1999 TN125             | 4 octobre 1999        | LINEAR     |
| (192715) | 1999 TP127             | 4 octobre 1999        | LINEAR     |
| (192716) | 1999 TL130             | 6 octobre 1999        | LINEAR     |
| (192717) | 1999 TJ133             | 6 octobre 1999        | LINEAR     |
| (192718) | 1999 TM138             | 6 octobre 1999        | LINEAR     |
| (192719) | 1999 TT138             | 6 octobre 1999        | LINEAR     |
| (192720) | 1999 TA140             | 6 octobre 1999        | LINEAR     |
| (192721) | 1999 TH145             | 7 octobre 1999        | LINEAR     |
| (192722) | 1999 TW145             | 7 octobre 1999        | LINEAR     |
| (192723) | 1999 TS149             | 7 octobre 1999        | LINEAR     |
| (192724) | 1999 TF157             | 9 octobre 1999        | LINEAR     |
| (192725) | 1999 TZ159             | 9 octobre 1999        | LINEAR     |
| (192726) | 1999 TJ161             | 9 octobre 1999        | LINEAR     |
| (192727) | 1999 TS169             | 10 octobre 1999       | LINEAR     |
| (192728) | 1999 TU169             | 10 octobre 1999       | LINEAR     |
| (192729) | 1999 TR182             | 11 octobre 1999       | LINEAR     |
| (192730) | 1999 TR188             | 12 octobre 1999       | LINEAR     |
| (192731) | 1999 TG190             | 12 octobre 1999       | LINEAR     |
| (192732) | 1999 TF192             | 12 octobre 1999       | LINEAR     |
| (192733) | 1999 TV192             | 12 octobre 1999       | LINEAR     |
| (192734) | 1999 TD193             | 12 octobre 1999       | LINEAR     |
| (192735) | 1999 TK193             | 12 octobre 1999       | LINEAR     |
| (192736) | 1999 TQ201             | 13 octobre 1999       | LINEAR     |
| (192737) | 1999 TR205             | 13 octobre 1999       | LINEAR     |
| (192738) | 1999 TU212             | 15 octobre 1999       | LINEAR     |
| (192739) | 1999 TZ213             | 15 octobre 1999       | LINEAR     |
| (192740) | 1999 TF214             | 15 octobre 1999       | LINEAR     |
| (192741) | 1999 TX214             | 15 octobre 1999       | LINEAR     |
| (192742) | 1999 TL215             | 15 octobre 1999       | LINEAR     |
| (192743) | 1999 TG225             | 2 octobre 1999        | Spacewatch |
| (192744) | 1999 TQ225             | 2 octobre 1999        | Spacewatch |
| (192745) | 1999 TO226             | 3 octobre 1999        | Spacewatch |
| (192746) | 1999 TT237             | 4 octobre 1999        | Spacewatch |
| (192747) | 1999 TX242             | 4 octobre 1999        | Spacewatch |
| (192748) | 1999 TX249             | 9 octobre 1999        | CSS        |
| (192749) | 1999 TN251             | 9 octobre 1999        | CSS        |
| (192750) | 1999 TB254             | 11 octobre 1999       | Spacewatch |
| (192751) | 1999 TF255             | 9 octobre 1999        | Spacewatch |
| (192752) | 1999 TH256             | 9 octobre 1999        | LINEAR     |
| (192753) | 1999 TD259             | 9 octobre 1999        | LINEAR     |
| (192754) | 1999 TU262             | 15 octobre 1999       | Spacewatch |
| (192755) | 1999 TL265             | 3 octobre 1999        | LINEAR     |
| (192756) | 1999 TQ268             | 3 octobre 1999        | LINEAR     |
| (192757) | 1999 TH270             | 3 octobre 1999        | LINEAR     |
| (192758) | 1999 TU271             | 3 octobre 1999        | LINEAR     |
| (192759) | 1999 TK280             | 8 octobre 1999        | LINEAR     |
| (192760) | 1999 TH289             | 10 octobre 1999       | LINEAR     |
| (192761) | 1999 TR292             | 12 octobre 1999       | LINEAR     |
| (192762) | 1999 TR293             | 12 octobre 1999       | LINEAR     |
| (192763) | 1999 TW297             | 2 octobre 1999        | Spacewatch |
| (192764) | 1999 TF302             | 3 octobre 1999        | CSS        |
| (192765) | 1999 TV313             | 9 octobre 1999        | LINEAR     |
| (192766) | 1999 TH315             | 9 octobre 1999        | LINEAR     |
| (192767) | 1999 TV319             | 9 octobre 1999        | Spacewatch |
| (192768) | 1999 TB320             | 10 octobre 1999       | LINEAR     |
| (192769) | 1999 TF321             | 11 octobre 1999       | Spacewatch |
| (192770) | 1999 TB322             | 8 octobre 1999        | LONEOS     |
| (192771) | 1999 UY6               | 29 octobre 1999       | Spacewatch |
| (192772) | 1999 UH11              | 31 octobre 1999       | Bickel, W. |
| (192773) | 1999 UB12              | 29 octobre 1999       | Spacewatch |
| (192774) | 1999 UY12              | 29 octobre 1999       | CSS        |
| (192775) | 1999 UE16              | 29 octobre 1999       | CSS        |
| (192776) | 1999 UQ16              | 29 octobre 1999       | CSS        |
| (192777) | 1999 UU17              | 30 octobre 1999       | Spacewatch |
| (192778) | 1999 UW19              | 31 octobre 1999       | Spacewatch |
| (192779) | 1999 UO24              | 28 octobre 1999       | CSS        |
| (192780) | 1999 UY24              | 28 octobre 1999       | CSS        |
| (192781) | 1999 UG25              | 28 octobre 1999       | CSS        |
| (192782) | 1999 UU25              | 30 octobre 1999       | CSS        |
| (192783) | 1999 UV26              | 30 octobre 1999       | CSS        |
| (192784) | 1999 UH27              | 30 octobre 1999       | Spacewatch |
| (192785) | 1999 UK30              | 31 octobre 1999       | Spacewatch |
| (192786) | 1999 UW30              | 31 octobre 1999       | Spacewatch |
| (192787) | 1999 UE34              | 31 octobre 1999       | Spacewatch |
| (192788) | 1999 UH34              | 31 octobre 1999       | Spacewatch |
| (192789) | 1999 UA35              | 31 octobre 1999       | Spacewatch |
| (192790) | 1999 UC35              | 31 octobre 1999       | Spacewatch |
| (192791) | 1999 UX41              | 19 octobre 1999       | Spacewatch |
| (192792) | 1999 UT45              | 31 octobre 1999       | CSS        |
| (192793) | 1999 UT54              | 19 octobre 1999       | Spacewatch |
| (192794) | 1999 UY54              | 19 octobre 1999       | Spacewatch |
| (192795) | 1999 UX55              | 19 octobre 1999       | Spacewatch |
| (192796) | 1999 UR56              | 28 octobre 1999       | CSS        |
| (192797) | 1999 US56              | 28 octobre 1999       | CSS        |
| (192798) | 1999 UV58              | 30 octobre 1999       | Spacewatch |
| (192799) | 1999 VB1               | 4 novembre 1999       | Powell     |
| (192800) | 1999 VZ3               | 1er novembre 1999     | CSS        |

### 192801-192900
| Nom      | Désignation provisoire | Date de la découverte | Découvreur             |
| -------- | ---------------------- | --------------------- | ---------------------- |
| (192801) | 1999 VG4               | 1er novembre 1999     | CSS                    |
| (192802) | 1999 VO16              | 2 novembre 1999       | Spacewatch             |
| (192803) | 1999 VF21              | 10 novembre 1999      | Korlevic, K.           |
| (192804) | 1999 VZ31              | 3 novembre 1999       | LINEAR                 |
| (192805) | 1999 VX44              | 4 novembre 1999       | CSS                    |
| (192806) | 1999 VR45              | 4 novembre 1999       | CSS                    |
| (192807) | 1999 VX56              | 4 novembre 1999       | LINEAR                 |
| (192808) | 1999 VO59              | 4 novembre 1999       | LINEAR                 |
| (192809) | 1999 VW61              | 4 novembre 1999       | LINEAR                 |
| (192810) | 1999 VL63              | 4 novembre 1999       | LINEAR                 |
| (192811) | 1999 VC68              | 4 novembre 1999       | LINEAR                 |
| (192812) | 1999 VO69              | 4 novembre 1999       | LINEAR                 |
| (192813) | 1999 VO70              | 4 novembre 1999       | LINEAR                 |
| (192814) | 1999 VG71              | 4 novembre 1999       | LINEAR                 |
| (192815) | 1999 VP76              | 5 novembre 1999       | Spacewatch             |
| (192816) | 1999 VR76              | 5 novembre 1999       | Spacewatch             |
| (192817) | 1999 VQ79              | 4 novembre 1999       | LINEAR                 |
| (192818) | 1999 VK81              | 4 novembre 1999       | LINEAR                 |
| (192819) | 1999 VK82              | 5 novembre 1999       | LINEAR                 |
| (192820) | 1999 VO82              | 5 novembre 1999       | LINEAR                 |
| (192821) | 1999 VU82              | 1er novembre 1999     | Spacewatch             |
| (192822) | 1999 VP88              | 4 novembre 1999       | LINEAR                 |
| (192823) | 1999 VD89              | 4 novembre 1999       | LINEAR                 |
| (192824) | 1999 VD91              | 5 novembre 1999       | LINEAR                 |
| (192825) | 1999 VT91              | 7 novembre 1999       | LINEAR                 |
| (192826) | 1999 VO94              | 9 novembre 1999       | LINEAR                 |
| (192827) | 1999 VJ97              | 9 novembre 1999       | LINEAR                 |
| (192828) | 1999 VJ99              | 9 novembre 1999       | LINEAR                 |
| (192829) | 1999 VL100             | 9 novembre 1999       | LINEAR                 |
| (192830) | 1999 VU101             | 9 novembre 1999       | LINEAR                 |
| (192831) | 1999 VY101             | 9 novembre 1999       | LINEAR                 |
| (192832) | 1999 VF102             | 9 novembre 1999       | LINEAR                 |
| (192833) | 1999 VP107             | 9 novembre 1999       | LINEAR                 |
| (192834) | 1999 VZ117             | 9 novembre 1999       | Spacewatch             |
| (192835) | 1999 VB118             | 9 novembre 1999       | Spacewatch             |
| (192836) | 1999 VC121             | 4 novembre 1999       | Spacewatch             |
| (192837) | 1999 VL125             | 6 novembre 1999       | Spacewatch             |
| (192838) | 1999 VQ130             | 9 novembre 1999       | Spacewatch             |
| (192839) | 1999 VK132             | 9 novembre 1999       | Spacewatch             |
| (192840) | 1999 VN137             | 12 novembre 1999      | LINEAR                 |
| (192841) | 1999 VV138             | 9 novembre 1999       | Spacewatch             |
| (192842) | 1999 VC143             | 13 novembre 1999      | Spacewatch             |
| (192843) | 1999 VM148             | 14 novembre 1999      | LINEAR                 |
| (192844) | 1999 VD152             | 9 novembre 1999       | Spacewatch             |
| (192845) | 1999 VX154             | 13 novembre 1999      | Spacewatch             |
| (192846) | 1999 VK155             | 15 novembre 1999      | Spacewatch             |
| (192847) | 1999 VK156             | 12 novembre 1999      | LINEAR                 |
| (192848) | 1999 VD157             | 12 novembre 1999      | LINEAR                 |
| (192849) | 1999 VS161             | 14 novembre 1999      | LINEAR                 |
| (192850) | 1999 VH166             | 14 novembre 1999      | LINEAR                 |
| (192851) | 1999 VL175             | 10 novembre 1999      | Spacewatch             |
| (192852) | 1999 VD176             | 2 novembre 1999       | CSS                    |
| (192853) | 1999 VU176             | 5 novembre 1999       | LINEAR                 |
| (192854) | 1999 VA178             | 6 novembre 1999       | LINEAR                 |
| (192855) | 1999 VT187             | 15 novembre 1999      | LINEAR                 |
| (192856) | 1999 VG190             | 15 novembre 1999      | LINEAR                 |
| (192857) | 1999 VX198             | 3 novembre 1999       | CSS                    |
| (192858) | 1999 VT201             | 3 novembre 1999       | LINEAR                 |
| (192859) | 1999 VB213             | 12 novembre 1999      | LINEAR                 |
| (192860) | 1999 VS219             | 5 novembre 1999       | Spacewatch             |
| (192861) | 1999 VO220             | 3 novembre 1999       | LINEAR                 |
| (192862) | 1999 VE223             | 5 novembre 1999       | LINEAR                 |
| (192863) | 1999 WR5               | 29 novembre 1999      | Spacewatch             |
| (192864) | 1999 WP9               | 30 novembre 1999      | Kojima, T.             |
| (192865) | 1999 WL15              | 29 novembre 1999      | Spacewatch             |
| (192866) | 1999 WS16              | 30 novembre 1999      | Spacewatch             |
| (192867) | 1999 WS18              | 30 novembre 1999      | Spacewatch             |
| (192868) | 1999 WZ18              | 30 novembre 1999      | Spacewatch             |
| (192869) | 1999 XB14              | 5 décembre 1999       | LINEAR                 |
| (192870) | 1999 XE19              | 3 décembre 1999       | LINEAR                 |
| (192871) | 1999 XV20              | 5 décembre 1999       | LINEAR                 |
| (192872) | 1999 XK25              | 6 décembre 1999       | LINEAR                 |
| (192873) | 1999 XJ27              | 6 décembre 1999       | LINEAR                 |
| (192874) | 1999 XN30              | 6 décembre 1999       | LINEAR                 |
| (192875) | 1999 XF39              | 6 décembre 1999       | LINEAR                 |
| (192876) | 1999 XE43              | 7 décembre 1999       | LINEAR                 |
| (192877) | 1999 XP46              | 7 décembre 1999       | LINEAR                 |
| (192878) | 1999 XD47              | 7 décembre 1999       | LINEAR                 |
| (192879) | 1999 XX52              | 7 décembre 1999       | LINEAR                 |
| (192880) | 1999 XP59              | 7 décembre 1999       | LINEAR                 |
| (192881) | 1999 XR59              | 7 décembre 1999       | LINEAR                 |
| (192882) | 1999 XT61              | 7 décembre 1999       | LINEAR                 |
| (192883) | 1999 XT67              | 7 décembre 1999       | LINEAR                 |
| (192884) | 1999 XJ75              | 7 décembre 1999       | LINEAR                 |
| (192885) | 1999 XA94              | 7 décembre 1999       | LINEAR                 |
| (192886) | 1999 XR100             | 7 décembre 1999       | LINEAR                 |
| (192887) | 1999 XZ103             | 3 décembre 1999       | Shimizu, Y., Urata, T. |
| (192888) | 1999 XB113             | 11 décembre 1999      | LINEAR                 |
| (192889) | 1999 XA115             | 11 décembre 1999      | LINEAR                 |
| (192890) | 1999 XP115             | 5 décembre 1999       | CSS                    |
| (192891) | 1999 XK117             | 5 décembre 1999       | CSS                    |
| (192892) | 1999 XZ118             | 5 décembre 1999       | CSS                    |
| (192893) | 1999 XM122             | 7 décembre 1999       | CSS                    |
| (192894) | 1999 XU130             | 12 décembre 1999      | LINEAR                 |
| (192895) | 1999 XS134             | 5 décembre 1999       | LINEAR                 |
| (192896) | 1999 XW137             | 2 décembre 1999       | Spacewatch             |
| (192897) | 1999 XH142             | 12 décembre 1999      | LINEAR                 |
| (192898) | 1999 XB145             | 7 décembre 1999       | Spacewatch             |
| (192899) | 1999 XE146             | 7 décembre 1999       | Spacewatch             |
| (192900) | 1999 XN151             | 7 décembre 1999       | Spacewatch             |

### 192901-193000
| Nom      | Désignation provisoire | Date de la découverte | Découvreur              |
| -------- | ---------------------- | --------------------- | ----------------------- |
| (192901) | 1999 XR151             | 7 décembre 1999       | Spacewatch              |
| (192902) | 1999 XC156             | 8 décembre 1999       | LINEAR                  |
| (192903) | 1999 XX177             | 10 décembre 1999      | LINEAR                  |
| (192904) | 1999 XG185             | 12 décembre 1999      | LINEAR                  |
| (192905) | 1999 XU210             | 13 décembre 1999      | LINEAR                  |
| (192906) | 1999 XJ213             | 14 décembre 1999      | LINEAR                  |
| (192907) | 1999 XU213             | 14 décembre 1999      | LINEAR                  |
| (192908) | 1999 XG223             | 13 décembre 1999      | Spacewatch              |
| (192909) | 1999 XD227             | 15 décembre 1999      | Spacewatch              |
| (192910) | 1999 XG233             | 2 décembre 1999       | LONEOS                  |
| (192911) | 1999 XB237             | 5 décembre 1999       | Spacewatch              |
| (192912) | 1999 XU245             | 5 décembre 1999       | LINEAR                  |
| (192913) | 1999 XC247             | 5 décembre 1999       | Spacewatch              |
| (192914) | 1999 XY247             | 6 décembre 1999       | LINEAR                  |
| (192915) | 1999 XD251             | 5 décembre 1999       | Spacewatch              |
| (192916) | 1999 XR256             | 7 décembre 1999       | CSS                     |
| (192917) | 1999 YA4               | 19 décembre 1999      | LINEAR                  |
| (192918) | 1999 YV9               | 27 décembre 1999      | Spacewatch              |
| (192919) | 1999 YH10              | 27 décembre 1999      | Spacewatch              |
| (192920) | 1999 YT10              | 27 décembre 1999      | Spacewatch              |
| (192921) | 1999 YD11              | 27 décembre 1999      | Spacewatch              |
| (192922) | 1999 YM14              | 30 décembre 1999      | LINEAR                  |
| (192923) | 1999 YY14              | 30 décembre 1999      | Donati, S.              |
| (192924) | 1999 YU20              | 30 décembre 1999      | Veillet, C.             |
| (192925) | 1999 YU25              | 27 décembre 1999      | Spacewatch              |
| (192926) | 2000 AN5               | 4 janvier 2000        | Korlevic, K.            |
| (192927) | 2000 AH6               | 3 janvier 2000        | Boattini, A., Forti, G. |
| (192928) | 2000 AP6               | 5 janvier 2000        | Klet                    |
| (192929) | 2000 AT44              | 5 janvier 2000        | Spacewatch              |
| (192930) | 2000 AV52              | 4 janvier 2000        | LINEAR                  |
| (192931) | 2000 AW71              | 5 janvier 2000        | LINEAR                  |
| (192932) | 2000 AO92              | 2 janvier 2000        | LINEAR                  |
| (192933) | 2000 AN111             | 5 janvier 2000        | LINEAR                  |
| (192934) | 2000 AY121             | 5 janvier 2000        | LINEAR                  |
| (192935) | 2000 AZ149             | 7 janvier 2000        | LINEAR                  |
| (192936) | 2000 AV153             | 2 janvier 2000        | LINEAR                  |
| (192937) | 2000 AS170             | 7 janvier 2000        | LINEAR                  |
| (192938) | 2000 AJ185             | 7 janvier 2000        | LINEAR                  |
| (192939) | 2000 AK188             | 8 janvier 2000        | LINEAR                  |
| (192940) | 2000 AG206             | 3 janvier 2000        | Spacewatch              |
| (192941) | 2000 AD207             | 3 janvier 2000        | Spacewatch              |
| (192942) | 2000 AB219             | 8 janvier 2000        | Spacewatch              |
| (192943) | 2000 AJ223             | 9 janvier 2000        | Spacewatch              |
| (192944) | 2000 AC226             | 12 janvier 2000       | Spacewatch              |
| (192945) | 2000 AD227             | 10 janvier 2000       | Spacewatch              |
| (192946) | 2000 AQ230             | 3 janvier 2000        | LINEAR                  |
| (192947) | 2000 AR250             | 2 janvier 2000        | Spacewatch              |
| (192948) | 2000 BA                | 16 janvier 2000       | Comba, P. G.            |
| (192949) | 2000 BP1               | 27 janvier 2000       | Spacewatch              |
| (192950) | 2000 BQ2               | 28 janvier 2000       | LINEAR                  |
| (192951) | 2000 BK7               | 29 janvier 2000       | LINEAR                  |
| (192952) | 2000 BZ18              | 30 janvier 2000       | LINEAR                  |
| (192953) | 2000 BJ21              | 29 janvier 2000       | Spacewatch              |
| (192954) | 2000 BF22              | 30 janvier 2000       | Spacewatch              |
| (192955) | 2000 BX39              | 27 janvier 2000       | Spacewatch              |
| (192956) | 2000 CF8               | 2 février 2000        | LINEAR                  |
| (192957) | 2000 CC35              | 2 février 2000        | LINEAR                  |
| (192958) | 2000 CY68              | 1er février 2000      | Spacewatch              |
| (192959) | 2000 CW71              | 7 février 2000        | Spacewatch              |
| (192960) | 2000 CY77              | 7 février 2000        | Spacewatch              |
| (192961) | 2000 CH80              | 4 février 2000        | LINEAR                  |
| (192962) | 2000 CF101             | 12 février 2000       | Spacewatch              |
| (192963) | 2000 CO110             | 6 février 2000        | LINEAR                  |
| (192964) | 2000 CF127             | 2 février 2000        | LINEAR                  |
| (192965) | 2000 CP129             | 3 février 2000        | Spacewatch              |
| (192966) | 2000 CS140             | 6 février 2000        | Spacewatch              |
| (192967) | 2000 DF9               | 26 février 2000       | Spacewatch              |
| (192968) | 2000 DP9               | 26 février 2000       | Spacewatch              |
| (192969) | 2000 DH10              | 26 février 2000       | Spacewatch              |
| (192970) | 2000 DV10              | 26 février 2000       | Spacewatch              |
| (192971) | 2000 DE14              | 28 février 2000       | Spacewatch              |
| (192972) | 2000 DH20              | 29 février 2000       | LINEAR                  |
| (192973) | 2000 DL23              | 29 février 2000       | LINEAR                  |
| (192974) | 2000 DF30              | 29 février 2000       | LINEAR                  |
| (192975) | 2000 DC33              | 29 février 2000       | LINEAR                  |
| (192976) | 2000 DB37              | 29 février 2000       | LINEAR                  |
| (192977) | 2000 DM39              | 29 février 2000       | LINEAR                  |
| (192978) | 2000 DO41              | 29 février 2000       | LINEAR                  |
| (192979) | 2000 DG50              | 29 février 2000       | LINEAR                  |
| (192980) | 2000 DF57              | 29 février 2000       | LINEAR                  |
| (192981) | 2000 DK57              | 29 février 2000       | LINEAR                  |
| (192982) | 2000 DX59              | 29 février 2000       | LINEAR                  |
| (192983) | 2000 DK64              | 29 février 2000       | LINEAR                  |
| (192984) | 2000 DM64              | 29 février 2000       | LINEAR                  |
| (192985) | 2000 DA65              | 29 février 2000       | LINEAR                  |
| (192986) | 2000 DM65              | 29 février 2000       | LINEAR                  |
| (192987) | 2000 DD67              | 29 février 2000       | LINEAR                  |
| (192988) | 2000 DN70              | 29 février 2000       | LINEAR                  |
| (192989) | 2000 DX72              | 29 février 2000       | LINEAR                  |
| (192990) | 2000 DK75              | 29 février 2000       | LINEAR                  |
| (192991) | 2000 DG78              | 29 février 2000       | LINEAR                  |
| (192992) | 2000 DR87              | 29 février 2000       | LINEAR                  |
| (192993) | 2000 DF90              | 27 février 2000       | Spacewatch              |
| (192994) | 2000 DQ90              | 27 février 2000       | Spacewatch              |
| (192995) | 2000 DT92              | 28 février 2000       | Spacewatch              |
| (192996) | 2000 DW108             | 29 février 2000       | LINEAR                  |
| (192997) | 2000 DP109             | 29 février 2000       | LINEAR                  |
| (192998) | 2000 DJ110             | 25 février 2000       | Pauwels, T.             |
| (192999) | 2000 DG111             | 29 février 2000       | LINEAR                  |
| (193000) | 2000 DW112             | 25 février 2000       | Spacewatch              |

## Sources
- (en) Base de données du Centre des planètes mineures